# Rancho Alegre (Jalisco)
Rancho Alegre es una localidad del estado mexicano de Jalisco. Es parte del municipio de Tlajomulco de Zúñiga.

## Demografía
| Censo | Población |
| ----- | --------- |
| 2000  | 2 461     |
| 2010  | 8 441     |
| 2020  | 10 883    |